# Odaka Sakiko
Odaka Sakiko (小高佐季子 (Tiểu Cao Tá Quý Tử) sinh ngày 6 tháng 4 năm 2002 tại Sakura, Chiba) là một Nữ Lưu kì sĩ trực thuộc Liên đoàn Shogi Nhật Bản, với số hiệu Nữ Lưu là 61. Cô là môn hạ của Tamaru Noboru Cửu đẳng. Cô đã tốt nghiệp trường Cao trung Chiba Eiwa.

## Sự nghiệp

### Tới với con đường Nữ Lưu
Odaka học chơi shogi dưới sự ảnh hưởng của cha cô, người quản lý một trường học cờ tại Sakura, Chiba, và bắt đầu chơi cờ một cách nghiêm túc khi học tiểu học. Vào năm 2014, cô trở thành trẻ em gái đầu tiên còn đang học tiểu học giành chiến thắng Tiểu học Danh Nhân chiến - vòng loại khu vực tỉnh Chiba, và theo đó vào tháng 3 năm 2015, cô tham gia Hội Nghiên tu Kanto ở cấp D1.
Sau đó, vào tháng 4 năm 2016, Odaka chiến thắng Nữ Lưu Vương Tọa chiến kì thứ 6 - Vòng loại nghiệp dư Đông Nhật Bản, để từ đó được tham gia giải đấu chính thức. Tại Giải MyNavi Nữ mở rộng kì thứ 10 vào năm 2017, cô cũng vượt qua vòng Thách đấu để lọt vào Sơ loại thứ Nhất.
Ngày 2 tháng 7 năm 2018, Odaka Sakiko lọt vào trận chung kết Sơ loại của Nữ Lưu Danh Nhân chiến kì 45, từ đó được thăng lên Nữ Lưu Nhị đẳng cùng ngày, khiến cho cô trở thành một Nữ Lưu kì sĩ chuyên nghiệp.

### Trở thành nữ kì thủ chuyên nghiệp
Năm 2018 - năm đầu tiên mà Odaka trở thành Nữ Lưu kì sĩ, thành tích thi đấu của cô chưa tốt khi kết thúc với 5 trận thắng - 9 trận thua, tuy nhiên vào năm 2019, cô được thăng lên Nữ Lưu Nhất cấp vào ngày 14 tháng 10, khi đã lọt vào trận Chung kết Sơ loại của Nữ Lưu Vương Vị chiến kì thứ 31. Ngày 1 tháng 4 năm 2021, cô được phong lên Nữ Lưu Sơ đẳng dựa theo điều kiện, khi đã đạt đủ 10 trận thắng - 8 trận thua.
Tháng 10 năm 2021, cô chiến thắng Cup Shirataki Ayumi lần thứ 15.
Chiến pháp sở trường của cô là Trung Phi Xa.

## Cá nhân
- Odaka đã nói rằng cô và Takedomi Rei (người hơn cô 3 tuổi) là những người bạn tốt của nhau, luyện tập shogi và nói chuyện thân thiết với nhau hàng ngày.
- Năm 2022, cô trở thành người đọc byoyomi cho NHK Cup.

## Lịch sử thăng cấp
- Tháng 3 năm 2015: Gia nhập Hội Nghiên tu ở Kanto (D1)
- 28 tháng 5 năm 2017: Được thăng lên cấp C1 tại Hội Nghiên tu
- 20 tháng 6 năm 2017: Nữ Lưu Tam cấp (do được thăng lên C1)
- 7 tháng 2 năm 2018: Nữ Lưu Nhị cấp (lọt vào chung kết Sơ loại của Nữ Lưu Danh Nhân chiến)
- 14 tháng 10 năm 2019: Nữ Lưu Nhất cấp (lọt vào chung kết Sơ loại của Nữ Lưu Vương Vị chiến)
- 1 tháng 4 năm 2021: Nữ Lưu Sơ đẳng (có nhiều hơn 8 ván thắng trong cùng một năm)